# بخش کلارکسفیلد (شهرستان هورون، اوهایو)
بخش کلارکسفیلد (به انگلیسی: Clarksfield Township) یک منطقهٔ مسکونی در ایالات متحده آمریکا است که در شهرستان هیورن، اوهایو واقع شده‌است.
 بخش کلارکسفیلد ۶۸٫۷ کیلومتر مربع مساحت و ۱٬۶۲۵ نفر جمعیت دارد و ۲۸۱ متر بالاتر از سطح دریا واقع شده‌است.